# 守備
| ウィキペディアには「守備」という見出しの百科事典記事はありません（タイトルに「守備」を含むページの一覧/「守備」で始まるページの一覧）。 代わりにウィクショナリーのページ「守備」が役に立つかもしれません。 |